# Jan Versluys (Zoologe)
Jan Versluys Janszoon [fɛr'slɔɪs] (* 1. September 1873 in Groningen; † 22. Januar 1939 in Wien) war ein niederländischer, deutscher und österreichischer (?) Zoologe und Anatom.

## Leben

### In Amsterdam (1886–1907)

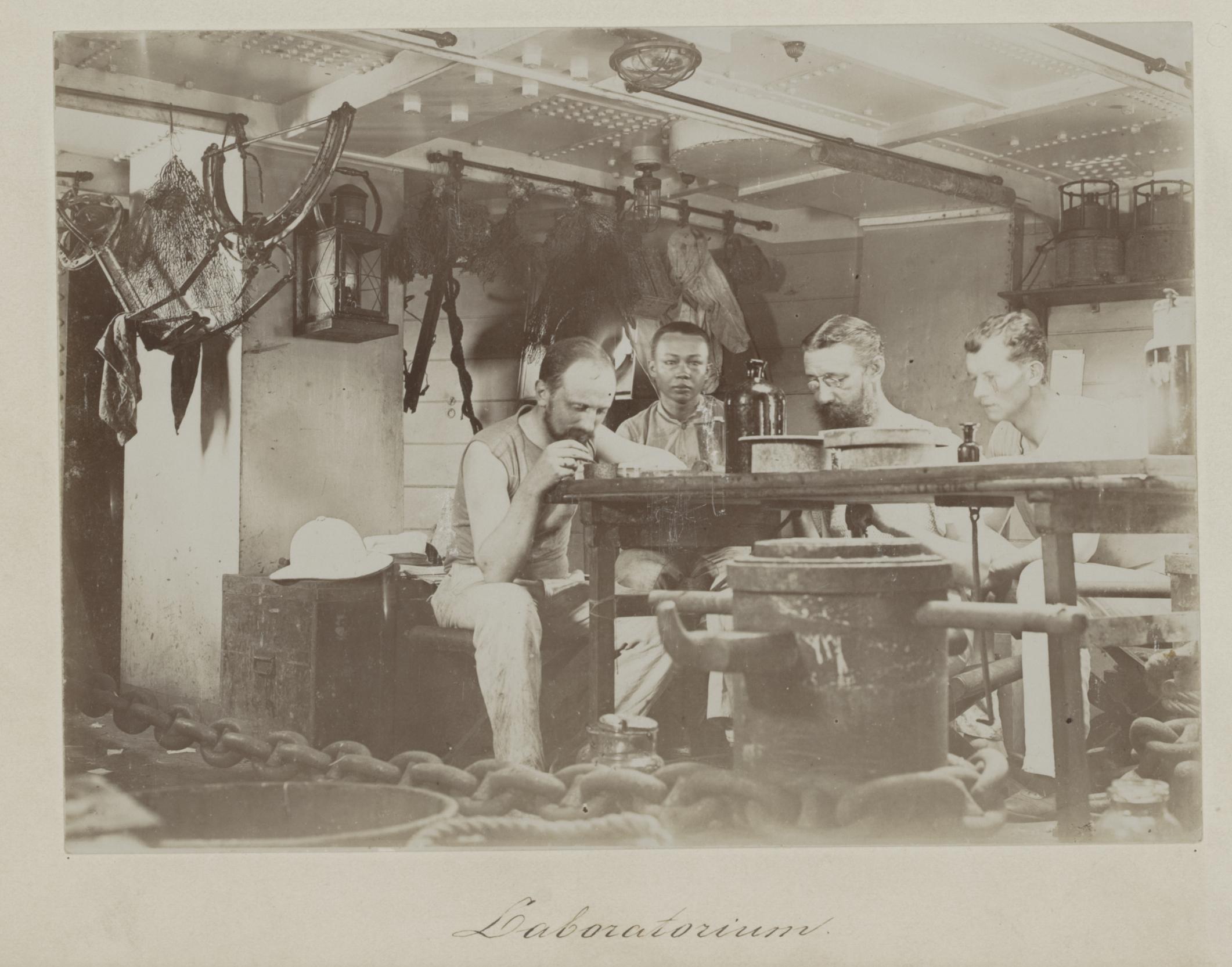
Jan Versluys (rechts) mit Max Weber (2. v. r.) im September 1899 im Laboratorium während der Siboga-Expedition

Der Sohn eines Lehrers kam 1886 an eine ungefähr einer Realschule entsprechende Amsterdamer „Höhere Bürgerschule“. Ab 1891 studierte er an der Universiteit van Amsterdam Biologie, namentlich Botanik bei Hugo de Vries und Zoologie bei Max Wilhelm Carl Weber; aber auch geologisch-paläontologische Vorlesungen (von Gustaaf Adolf Frederik Molengraaff, 1860–1942) fesselten ihn. Schon während des Studiums konnte er (1895–96) an einer Forschungsfahrt (auf der Yacht „Chazalie“) des französischen Zoo- (besonders Ornitho-), Ethnologen (usw.) Raymond Comte de Dalmas (1862–1930) in die Karibik teilnehmen und befasste sich dort hauptsächlich mit „niederen“ Meerestieren. Nach Amsterdam zurückgekehrt schrieb er seine Dissertation über die Ohrsphäre der Echsen, ging aber dann nach Gießen, wo er 1898 von Johann Wilhelm Spengel (1852–1921) promoviert wurde. 1899–1900 nahm er an der berühmten Siboga-Expedition nach Insulinde unter Leitung Max Webers teil. 1901 habilitierte er sich in Amsterdam bei C. P. Sluiter, las zunächst über Zoosystematik (Protozoen, Hohltiere) und Tierkunde für Mediziner.
1903 heiratete er Maria Hülsmann, Tochter des Amsterdamer Handelsschulleiters. Der Ehe entstammten zwei Söhne und eine Tochter.

### In Gießen (1907–1919)
Nach einer Reise in die USA (Studien an fossilen Reptilien – Neugier auf die Dinosaurier) 1907 kehrte er aber nach Gießen zurück und wurde hier zum Dozenten, 1911 zum außerordentlichen Professor ernannt. Bei der Habilitation in Gießen verteidigte er vier Thesen, die schön seinen Kenntnisreichtum belegen: über (1) die Anatomie der Urodelen, (2) die Verbreitung der Tiefseetiere, (3) die Kaumuskeln der Reptilien, und (4) die Salamander als „primitive“ Tetrapoden. Spengel machte ihn daraufhin zu seinem Haupt-Assistenten (Ankel 1957). 1907 gewann Versluys überdies den Prix de Guèrne, der von der Societé Zoologique de France (ohne Einreichung!) für herausragende Publikationen vergeben wurde – wohl auch in Anerkennung der Illustrationen, die Versluys stets selbst mit hohem Talent anzufertigen wusste (van Bemmelen 1939).

### Zwischenspiel in Gent (1916–18)
Bei Ausbruch des Krieges – der ihn allerdings völlig aus der Bahn warf, wie sein Biograph van Bemmelen schreibt – wurde er wie damals üblich sofort zur Seuchenvorsorge ans Hygiene-Institut seiner Universität versetzt, trat aber 1915 freiwillig (und obwohl noch niederländischer Staatsbürger) als Landsturmmann ins Deutsche Heer ein, wo er freilich 1916 (43-jährig) zum Pressestab versetzt wurde. Noch im gleichen Jahr wurde er ordentlicher Professor für Zoologie und Vergleichende Anatomie an der von den Deutschen geförderten Flämischen Universität Gent. Der Titel seiner Antrittsvorlesung lautete „De verandering van levenswijze en de afstamming van de degenkrab (Limulus)“.- Für seine sozusagen „rembrandtdeutschen“ Neigungen wurde er 1918 im befreiten („siegreichen“) Belgien als collaborateur (in Abwesenheit) zum Tode verurteilt. Hatte er doch schon im Oktober 1914 die Erklärung der Hochschullehrer des Deutschen Reiches mitunterzeichnet, nach dem die deutschen Wissenschaftler sich in ihrem Patriotismus nicht vom übrigen Volk (etwa durch Internationalismus) unterscheiden ließen. Am 20. Juli 1920 wurde das Urteil, abermals in absentia, vom Ostflandrischen Assisen-(Schwur-)Gerichtshof Gent in „12 Jahre Zwangsarbeit“ umgewandelt. Dass Versluys allerdings kein simpler pangermanischer Chauvinist gewesen sein dürfte, bezeugt wohl S. J. Hicksons Nachruf in Nature 143 (vom 4. März 1939; p. 365).
Im Oktober 1918 kam Versluys nach Gießen zurück, wo er aber nicht mehr lange blieb: die deutsche Republik weigerte sich, ihn als Nachfolger Prof. Spengels einzusetzen, wie es der Wunsch der Gießener Fakultät gewesen wäre: Versluys hatte sich zwischen alle Stühle gesetzt. Also zog er sich 1919–25 als Privatier nach Hilversum zurück. 1923 wurde er zum Mitglied der Königlichen Akademie der Wissenschaften in Amsterdam gewählt. Zu dieser Zeit schrieb er den Großteil einer „Vergelijkende ontleedkunde van de vertebraten“, nämlich über Skelett (gemeinsam mit Hugo F. Nierstrasz [1872–1937; Utrecht]), Nerven und Muskulatur (während die übrigen Organsysteme von Johan E. W. Ihle [1879–1956; Amsterdam] und Pieter N. van Kampen [1878–1937; Leiden] bearbeitet wurden; mehrere Neuauflagen). Dieses 900-Seiten-Werk wurde sogleich ins Deutsche übersetzt: das bald als „der Versluys“ bekannt gewordene Lehrbuch der „Vergleichenden Anatomie der Wirbeltiere“ (Berlin 1927).

### In Wien (1925–1939)
1925 wurde Versluys als Professor für Zoologie und Paläontologie (als Nachfolger Carl Grobbens) an die Universität Wien berufen und zum Direktor des 2. Zoologischen Instituts ernannt. (Zur selben Zeit erging ein Ruf von der Universität Amsterdam, erreichte ihn aber zu spät. Da in Wien das 1. Institut – entgegen den Zusagen der Regierung – dann lange ohne Leiter blieb, musste Versluys eine doppelte administrative Last tragen – er hat seine Zusage nach Wien trotzdem nicht bereut. Wien war ihm sympathisch, sagt van Bemmelen, auch aus Trotz gegen die Entmächtigung dieser vormaligen Kaiserstadt.) Hier konnte er seine umfassenden Kenntnisse aus vielen Gebieten der Biologie endlich gewinnbringend zum Einsatz bringen und weiterentwickeln, z. B. auch im persönlichen Umgang mit dem Wiener Paläontologen („Paläobiologen“) Othenio Abel. Diese Kenntnisse versuchte er bald zunehmend zur Erhellung des Problems der Evolution des Menschen (Anthropogenese) zu nutzen, wobei er aber kein strikter (Neo-)Darwinist sein wollte: Es ging ihm weniger um die Selektions-Mechanismen als um Erscheinungen der Emergenz, wie man heute sagt, wohl auch der Orthogenese. Namhafte Schüler wie Konrad Lorenz, Helmut Hofer und Wilhelm Marinelli haben diese Ideen auf ihre Weise weiterentwickelt. — Versluys (in Wien gewöhnlich falsch [v- ] ausgesprochen) betreute in den 14 Wiener Jahren an die 50 Dissertationen, von denen manche recht knapp ausfielen (angehende Mittelschullehrer wollte er offenbar nicht allzu lange vom Beruf und Lohn abhalten; es herrschte ohnedies Lehrermangel). Er selbst konnte einen (wichtigen) Teil seiner Erkenntnisse auf morphologischem Gebiet nur mehr im Kapitel „Kranium und Viszeralskelett der Reptilien“ des Handbuchs der Vergleichenden Anatomie der Wirbeltiere (1936) zusammenfassen.
1927 wurde er als korrespondierendes Mitglied in die Österreichische Akademie der Wissenschaften gewählt, 1929 in die Zoological Society of London. 1929 war er Präsident der Deutschen Zoologischen Gesellschaft (DZG). 1930 machte er eine Südafrikareise (auf Einladung der Britischen Vereinigung zur Förderung der Wissenschaft) und im März 1936 eine Führung nach der Insel Zakynthos (damals Zante), von der sich viele noch Jahrzehnte später beeindruckt zeigten, z. B. der Ökologe Wilhelm Kühnelt. 1933 brachten Freunde in der von ihm gegründeten und herausgegebenen Biologia generalis (Bd. 9 (2), 356 pp.) eine Festschrift zu seinem 60. Geburtstag heraus. — Seine Vorlesungen waren beliebt und „immer ein Genuss“. Vom Charakter und der Tatkraft des Institutsvorstandes zeigte man sich allgemein angetan: Jan Versluys habe durch sein offenes und stets zuversichtliches Wesen viele Schwierigkeiten der damaligen Wirtschaftsflaute überwunden, die unüberwindlich schienen, und auch für die Wiener Zoologisch-Botanische Gesellschaft leistete er in prekärer Lage als Präsident (ab 1928) sehr Ersprießliches (Schnarf 1941). — Mit dem „Anschluss“ Österreichs ans Deutsche Reich war er zweifellos zufrieden, doch starb er danach bald (nach längerer, heimtückischer Krankheit, einem „Gallenleiden“ – dennoch überraschend) im Januar 1939.

## Bedeutung
Versluys verstarb knapp vor Ausbruch des Zweiten Weltkrieges – ohne noch selbst die Tragweite seiner Gedankengänge voll erfasst oder gar reflektiert zu haben. Die Nachrufe verhallten im Kriegslärm, und danach war die Anatomie als morphologische Wissenschaft (wie so viele andere) schon zu sehr in amerikanisches (reduktionistisches) Fahrwasser gezogen worden, als dass dieses „biologische Denken“ noch viel Einfluss hätte gewinnen können. Lediglich Helmut Hofer (damals Hirnforscher) hat – fast vierzig Jahre nach Versluys’ Tod! – 1977 in einem Gedenk-Nachruf darauf hingewiesen, woran hier noch immer anzuknüpfen wäre. Knapp vor seinem Tod hat auch Rupert Riedl (2006) das „morphologische Denken“ wiederentdeckt und seinen Verlust beklagt.

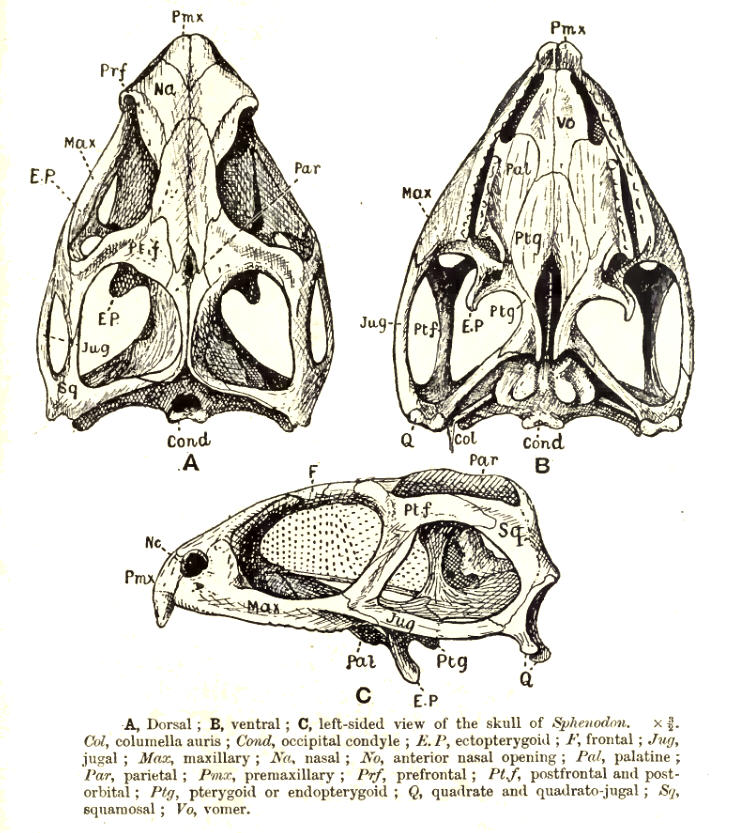
Sphenodon hat kein Trommelfell – die Columella endet innen vom Quadratum

Anhand der Publikationsliste lässt sich Versluys’ Gedankenentwicklung im groben Umriss nachvollziehen (van Bemmelen 1939). Schon in seiner Dissertation (1898) findet er zwar große Unterschiede im Bau des schallaufnehmenden Ohr-Mechanismus von Sphenodon zu den übrigen Echsen, schätzt sie aber morphologisch als „gering und bloß durch die grabende Lebensweise der Brückenechse bedingt“ ein. Das war damals für idealistische Morphologen ein ganz neuer Argumentations-Stil: Eine ökologische Sichtweise wurde zur Beurteilung anatomischer Befunde herangezogen. Manche (Schüler Carl Gegenbaurs) lehnten das ab, andere, Neuem gegenüber Aufgeschlossenere wie Spengel waren fasziniert. Der Unterschied kam besonders deutlich zum Tragen, wenn es um Fossilien ging, wie Abel (1939) gleich eingangs ausführt: Viele Zoologen damals wollten von Paläontologie gar nichts wissen – aus Scheu, an der Deutung der ja oft wirklich „abenteuerlichen“ Tierformen zu scheitern. Denen war recht, wenn sie diese Fossilien, fast als lusus naturae angesehen, einfach bei den Geologen (als deren „Leitformen“ zur Altersdatierung) belassen konnten. Othenio Abel hingegen (angeregt durch Louis Dollos Iguanodon-Rekonstruktionen) strebte eine „Paläobiologie“ ausdrücklich unter einem Aktualitätsprinzip an, d. h. selbst die abenteuerlichsten Formen waren unter ganz denselben Einflussfaktoren entstanden zu denken wie heute lebende und damit untersuchbare. Unter diesen „Faktoren“ waren natürlich die zu verstehen, die Darwin ins Spiel gebracht hatte. Aber trotzdem war noch unklar, ob es nicht auch „innere Antriebe“ der Evolution geben könnte (Lamarckismus), d. h. ob frühere Lebewesen nicht vielleicht „weniger“ oder gar nicht „angepasst“ waren (Dystelie), so dass die Selektion (auch) die Aufgabe gehabt hätte, diese abenteuerlichen Formen auszumerzen, die womöglich ohnehin kaum lebensfähig waren. Auf der anderen Seite gibt es aber auch rezent abenteuerlich gestaltete Lebewesen, von denen gar nicht klar war, woran sie angepasst sein sollten, z. B. in der Tiefsee. Einer der größten Anatomen des 19. Jahrhunderts, Richard Owen, hatte (1854) geschrieben, man könne so einen Schädel tage-, wochen-, ja monatelang betrachten, ohne dahinterzukommen, welchen Anforderungen er genügen könnte (Owen sprach vom Fischschädel, aber von den Saurier-Schädeln, die bald Aufsehen erregten, galt es genauso). Man muss sich also mühsam in die Funktionalität morphologischer Strukturen hineintasten und einarbeiten, ehe deren „Sinn“ langsam Konturen gewinnt, damit man dann ihren Selektionswert beurteilen kann. Zu dieser Überzeugung waren Abel und Versluys unabhängig voneinander schon gelangt, als sie nun in Wien zusammentrafen. Beide arbeiteten damals besonders an Reptilienskeletten; Versluys ist insbesondere durch seine Klärungen im Bereich der Streptostylie [Stannius’] namhaft – also der Tatsache, dass die beiden Unterkiefergelenke bei vielen Fischen, Lurchen, Reptilien und Vögeln sich transversal oder parasagittal bewegen lassen – Versluys 1910, 1912, 1922. Doch gaben beide der „funktionellen Anatomie“ (also der Idee, dass die Funktion einer anatomischen Struktur unabdingbar für deren Verständnis und Ableitung sei) noch nicht theoretisch Ausdruck; dies tat dann Versluys’ Schüler Wilhelm Marinelli (in seiner Höhlenbären-Schädelanalyse 1929 und besonders im Anschluss an Versluys’ Handbuchkapitel über den Reptilschädel, im Beitrag „Kranium und Viszeralskelett der Vögel“ von 1937). Alle drei Genannten waren und blieben aber, wie bereits angedeutet (in abnehmendem Umfang entsprechend ihrer Lebenszeit) trotz allem immer noch „ein wenig“ Lamarckisten.

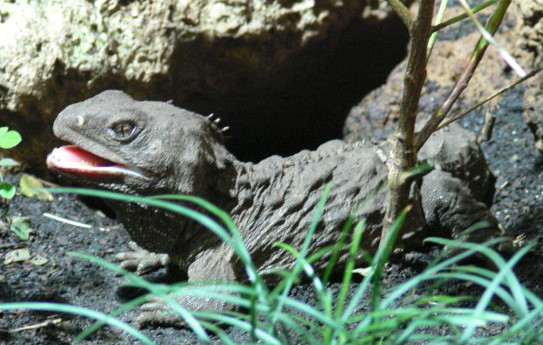
Die Brückenechse hat kein äußeres Ohr

Wie der Publikationsliste zu entnehmen ist, befasste sich Versluys (1919–23) auch mit dem Pfeilschwanz„krebs“ Limulus, der mit den paläozoischen Seeskorpionen verwandt ist. Die Verwandtschaft ist richtig erkannt, die Ableitung von Landtieren aber war wohl unzutreffend. Merkwürdig war, dass Versluys – wie immer wieder der eine oder andere Wirbeltieranatom bis zur Gegenwart – Zweifel behielt an der Reichertschen Theorie der Gehörknöchelchen der Säuger.

## Publikationen

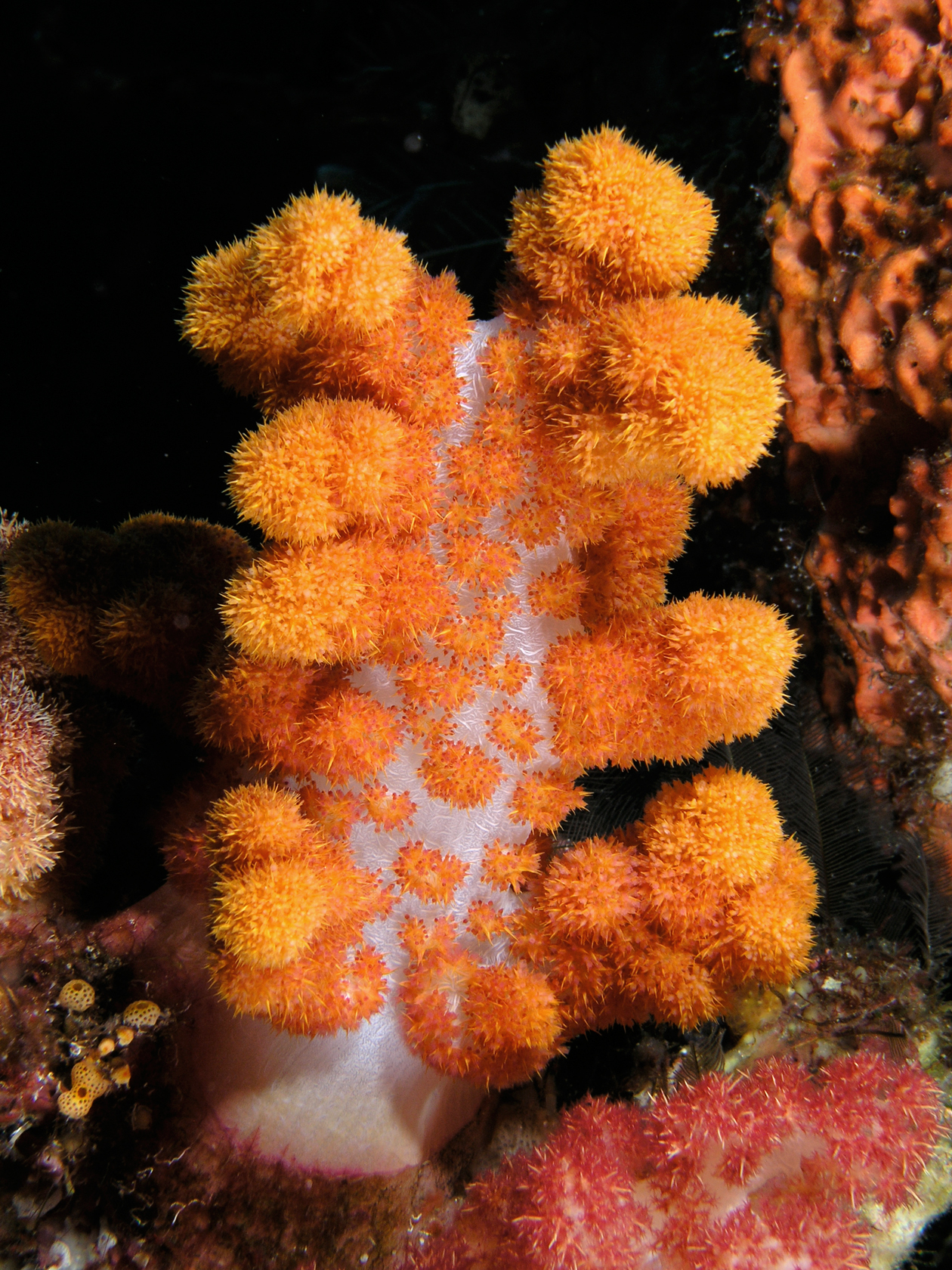
Eine Lederkoralle (Alcyonaria) aus dem Komodo-Nationalpark

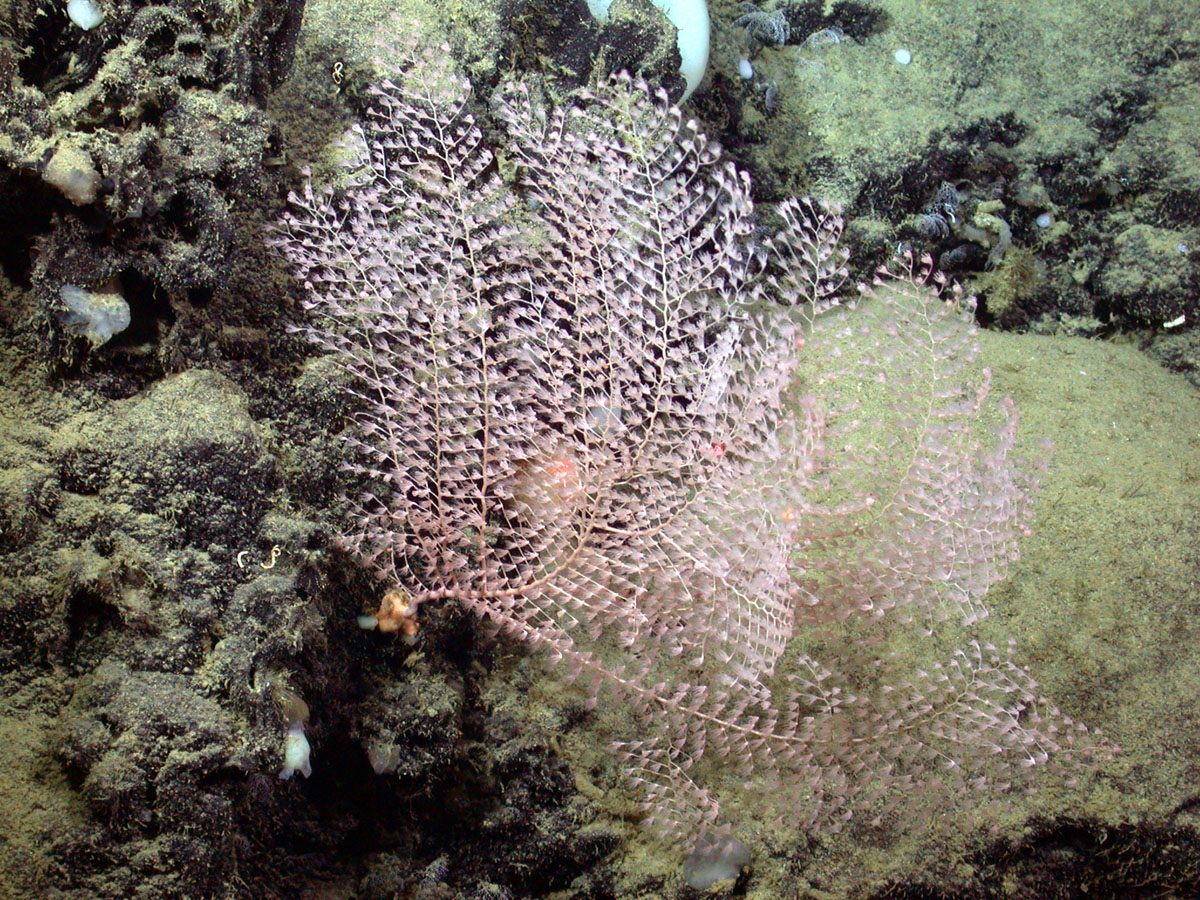
Chrysogorgia

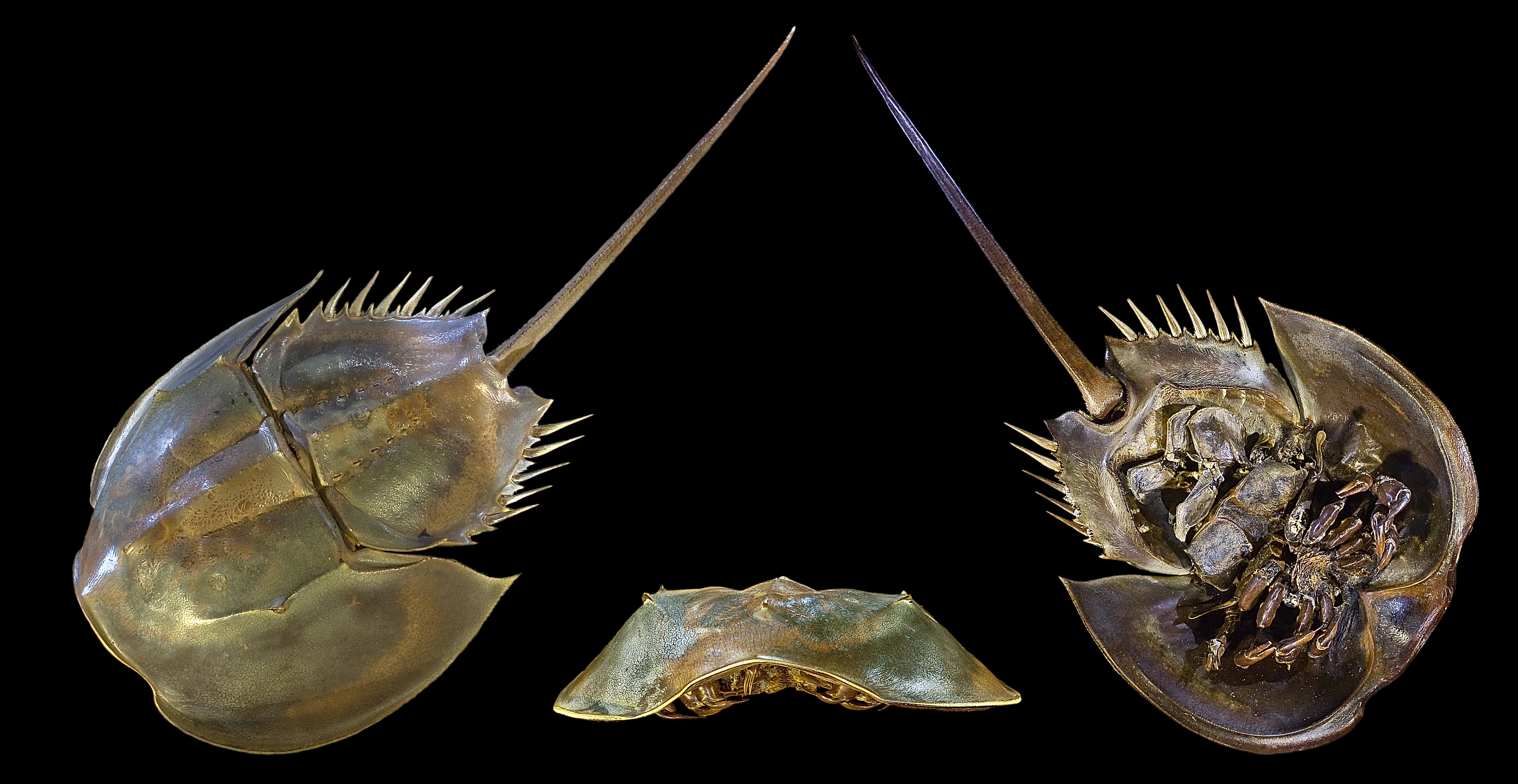
Pfeilschwanzkrebs

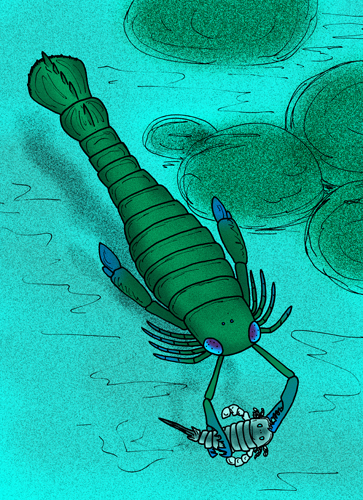
Ein devonischer Seeskorpion (Gigantostrake)

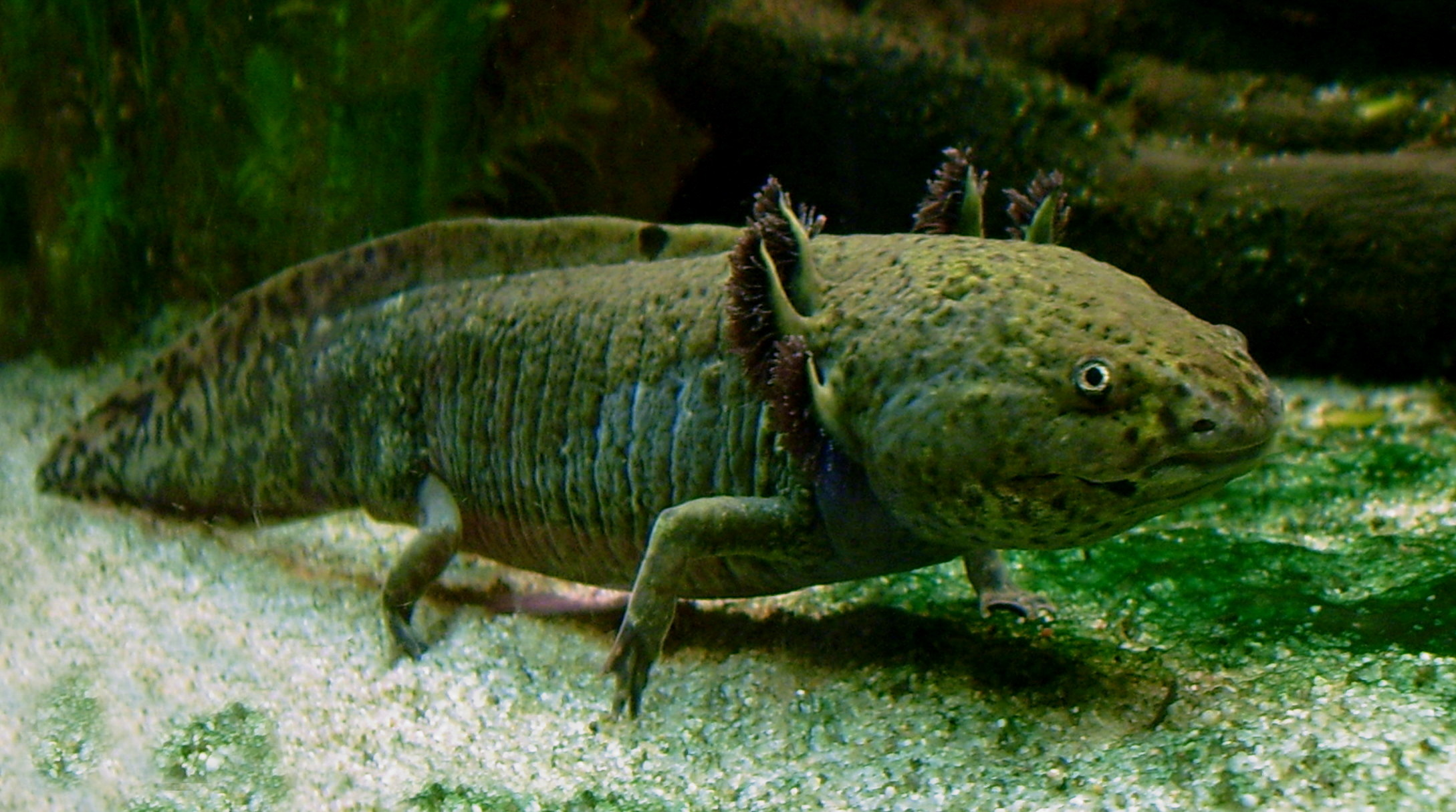
Axolotl

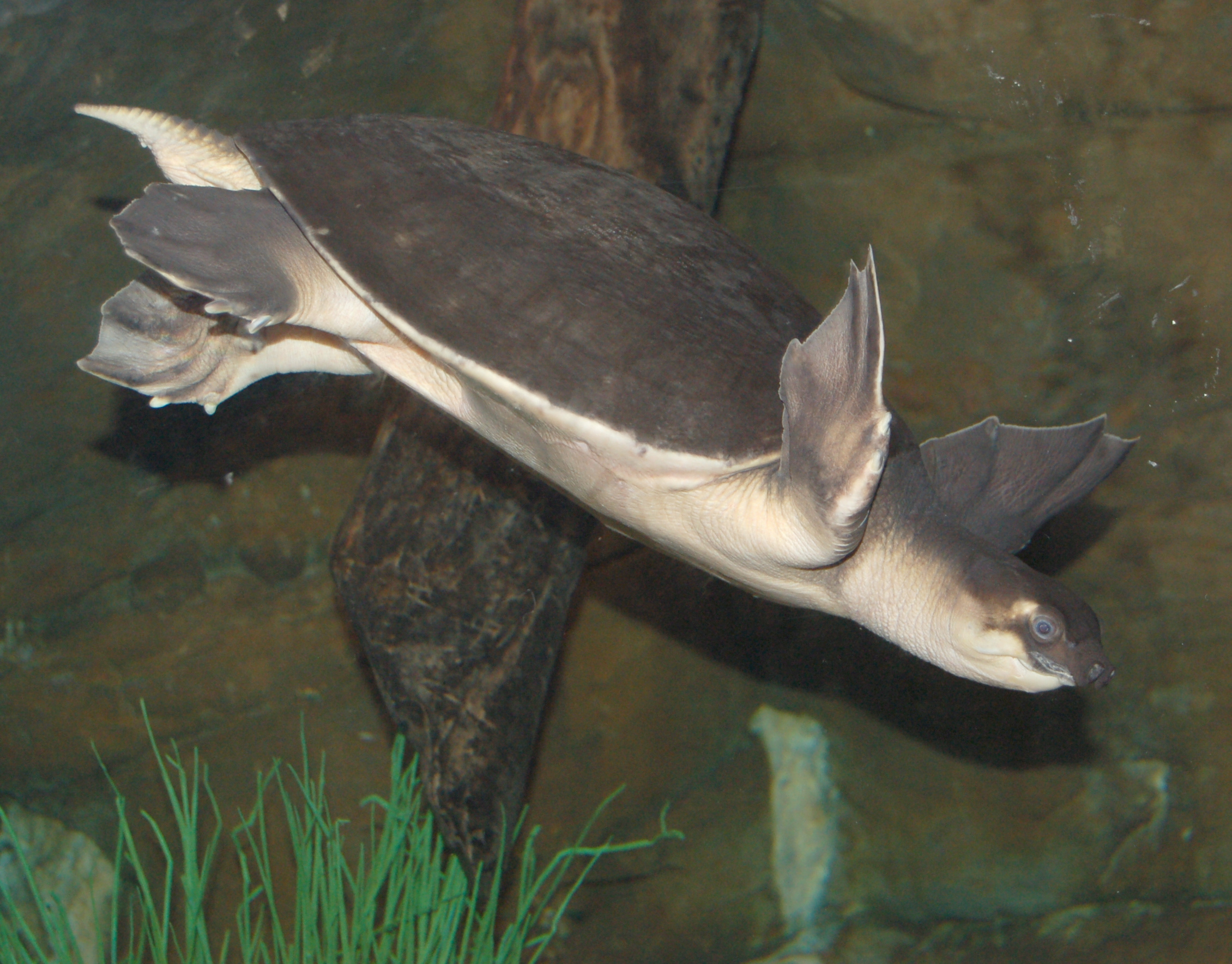
Carettochelys

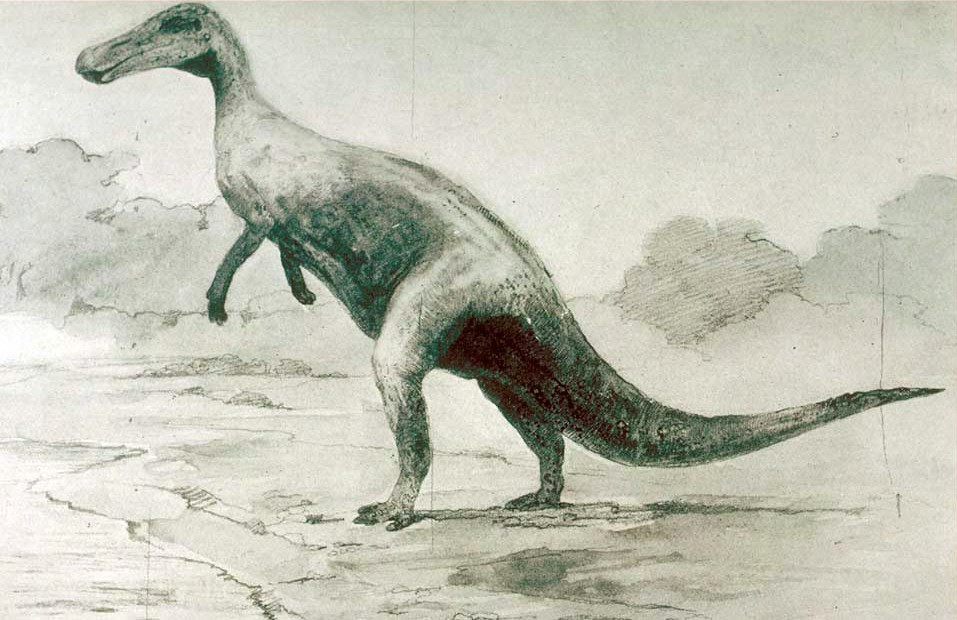
„Trachodon“ (und Thespesius) sind Entenschnabelsaurier (Hadrosauridae) mit mittlerweile komplexer Taxonomie

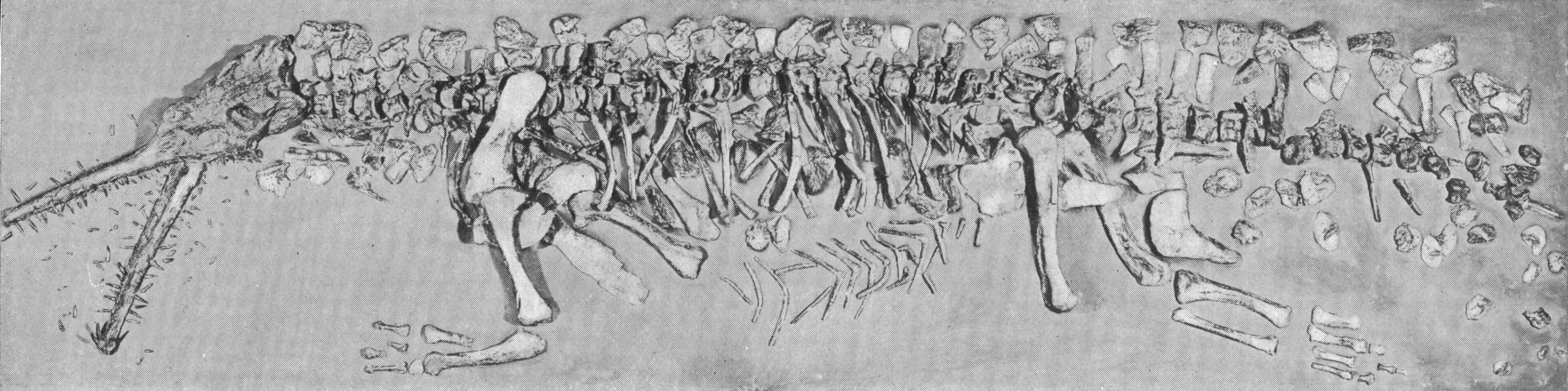
Mit Machaeroprosopus zumindest nahe verwandter, krokodilähnlicher Räuber aus dem Tertiär (Rutiodon)

- 1898. De Trommelholte van de Lacertilia en Rhynchocephalia (Tijdschr. Nederl. Dierk. Ver., ser. 2, vol. 5).- Die mittlere und äußere Ohrsphäre der Lacertilia und Rhynchocephalia (Inaugural-Diss. Gießen, 248 S. + 8 T.; Zool. Jahrb. Anat. 12)
- 1899. Hydraires calyptoblastes recueillis dans la mer des Antilles pendant l'une des croissières accomplies par le comte R. de Dalmas sur son yacht Chazalie. (Mém. Soc. Zool. France 1899)
- 1901. Parasiten in diepzee Gorgoniiden. (Tijdschr. Nederl. Dierk. Ver., ser. 2)
- 1902. Over den samenhang van den tongbeenboog met de Columella auris bij Lacertilia en Sphenodon. (Tijdschr. Nederl. Dierk. Ver., ser. 2, vol. 8)
- 1902. Over de Chrysogorgiidae. (Tijdschr. Nederl. Dierk. Ver., ser. 2, vol. 8)
- 1902. Die Gorgoniiden der Siboga-Expedition. I. Die Chrysogorgiidae. (In: Uitkomsten Siboga Exped. Monographie 13)
- 1903. Columella auris der Lacertilia. (Tijdschr. Nederl. Nederl. Dierk. Ver., ser. 2, vol. 8)
- 1903. Over de Verbinding van Quadratum en Schedel bij de Lacertilia. (Tijdschr. Neder. Dierk. Ver., ser. 2, vol. 8)
- 1903. Entwicklung der Columella auris bei den Lacertilien. (Zool. Jahrb. Anat. 19)
- 1904. Über die Kaumuskeln bei Lacertilia. (Anatomischer Anzeiger 24)
- 1905. Bevruchting bij Infusoria. (Handel. 10de Nederl. Natuur- en Geneesk. Congress te Arnhem 1905)
- 1905. Iets over zoographie naar aanleiding van de marine fauna van den ostindischen Archipel. (Handel. 10de Nederl. Natuur- en Geneesk. Congress te Arnhem 1905)
- 1905. Over de Primnoidae van de Siboga Expeditie. (Tijdschr. Nederl. Dierk. Ver., ser. 2, vol. 9)
- 1906. Over de geographische Verspreiding der Primnoidae. (Tijdschr. Nederl. Dierk. Ver., ser. 2, vol. 10)
- 1906. Die Gorgoniiden der Siboga-Exp. II. Die Primnoidae. (In: Uitkomsten Siboga Exp., Monogr. 13 a)
- 1906. Twee nieuwe Alcyonaria der Siboga Collectie. (Tijdschr. Nederl. Dierk. Ver., ser. 2, vol. 10)
- 1906. Über die Konjugation der Infusorien. (Biol. Centralbl. 20)
- 1906. Bathyalcyon robustum nov. gen., nov. spec. Ein neuer Alcyonarier der Siboga-Sammlung. (Zool. Anz. 30)
- 1907. Het Parasphenoid van Dermochelys. (Tijdschr. Nederl. Dierk. Ver., ser. 2, vol. 10)
- 1907. De Onderkaak van Varanus en van de Mosasauria. (Tijdschr. Nederl. Dierk. Ver., ser. 2. vol. 10)
- 1907. Die Alcyoniden der Siboga-Expedition. II. Pseudocladochonus hicksoni n. g., n. sp. (In: Uitkomsten Siboga Exped. 13 c)
- 1909. Die Salamander und die ursprünglichsten vierbeinigen Landwirbeltiere. (Naturw. Wochenschr. N.F. 8)
- 1909. Ein großes Parasphenoid bei Dermatochelys coriacea Lin. (Zool. Jb. Anat. 28)
- 1910. Streptostylie bei Dinosauriern nebst Bemerkungen über die Verwandtschaft der Vögel und Dinosaurier. (Zool. Jb. Anat. 30)
- 1910. Bemerkungen zum Parasphenoid von Dermatochelys. (Anat. Anz. 36)
- 1910. Waren die sauropoden Dinosaurier Pflanzenfresser? (Zool. Jahrb. Anat. 29)
- 1911. Berichtigung zu Fuchs’ Aufsatz: „Bemerkungen über Monimostylie und Streptostylie“. (Anat. Anz. 38)
- 1912. Das Streptostylie-Problem und die Bewegungen im Schädel bei Sauropsiden. (Zool. Jb. Suppl. Bd. 15: Festschr. für J. W. Spengel, Bd. 2)
- 1912. Über Streptostylie und ähnliche Zustände bei Sauropsiden im Zusammenhang mit Bewegungen im Schädel. (Verh. 8. intern, Zool. Kongr. Graz)
- 1912. Amphibia. (Handwörterb. Naturwiss. Bd. 1)
- 1914. On the phylogeny of the carapace and on the affinities of the leathery turtle, Dermatochelys coriacea. (Rept. on the state of science, Brit. Assoc., Sect. D, Birmingham 1913)
- 1914. Über die Phylogenie des Panzers der Schildkröten und über die Verwandtschaft der Lederschildkröte (Dermatochelys coriacea). (Paläont. Z. 1)
- 1915. Über die Verbreitung von Seuchen durch Insekten im Kriege. (Zentralbl. inn. Med. 36)
- 1915. Die Verbreitung von Seuchen durch Insekten und andere Gliederfüßler im Kriege. (Ber. Oberhess. Ges. Gießen, Nat. Abt. 6)
- 1915. Über Läuse und Kriegsseuchen. (Naturwiss. illustr. Halbmonatsschr., hg. v. Prof. Dr. B. Schmid und Dr. C. Thesing)
- 1916. Über Annexions-Politik: Die Kriegsziele unserer Feinde. (87 pp.)
- 1919. Die Kiemen von Limulus und die Lungen der Arachniden. (Bijdrag Dierk. 21)
- 1920. Über die Phylogenie der Schläfengruben und der Jochbogen bei den Reptilien. (Sitzb. Heidelberger Akad., math.-naturw. Kl., B 1919)
- 1920. (Gemeinsam mit R. Demoll) De Verwandschap der Merostomata met de Arachnida en met de andere Klassen der Arthropoda. I. en II. mededeeling. (Kon. Nederl Akad. Wet. Amsterdam Afd. 35. vol. 29)
- 1921. (Gemeinsam mit R. Demoll) Die Verwandtschaft der Merostomata mit den Arachnida und den anderen Abteilungen der Arthropoda. (Proceedings Kon. Nederl. Akad. Wet. Amsterdam 23)
- 1921. Het Limulus-probleem en de verwandschap van de groste Afdeelingen der Arthropoden. (Tijdschr. Nederl. Dierk. Ver., ser. 2. vol. 18)
- 1922. Kauwbeweging bij Trachodon. (Tijdschr. Nederl. Dierk. Ver., ser. 2, vol. 18)
- 1922. Kaubewegungen von Trachodon. (Paläontol. Z. 4)
- 1922. Eine lebende Anosteiride, Carettochelys insculpta Ramsay. (Paläont. Z. 5)
- 1922. (Gemeinsam mit R. Demolì) Das Limulus-Problem. (Ergebn. und Fortschr. Zool. 5)
- 1922. Über die Rückbildung der Kiemenbogen bei den Selachii. (Bijdr. Dierk. 22. Festnummer f. Max Weber)
- 1922. Abstammung und Differenzierung der Gigantostraken. (Paläontol. Z. 5)
- 1923. Der Schädel von Trachodon annectens im Senckenbergmuseum. (Senckenbergiana 38)
- 1923. Over bouw en waterleven der Salamander. (Vakblad voor biologen 4, Nr. 6)
- 1923. Die Abstammung und Differenzierung der Gigantostraken. Mit Diskussion Pompeckj. (Paläont. Z. 5)
- 1923. Permanente larvale toestanden (neotenie) bij Salamanders. (Handel. 19. Nederl. Natuur- en Geneesk. congr. Maastricht 1923)
- 1925. On the thyroid glands and on the phylogeny of the Perennibranchiata and dermotremous Salamanders. (Proc. Akad. Wet. Amsterdam 28, Nr. 8, 9)
- 1927. (Gemeinsam mit J. E. W. Ihle, H. F. Nierstrasz und P. N. van Kampen) Vergleichende Anatomie der Wirbeltiere. (Berlin, Springer)
- 1927. Kritische Bemerkungen zu der Resonanztheorie der motorischen Nerventätigkeit auf Grund abgestimmter Endorgane von Paul Weiß. (Biologia gen. 3)
- 1928. Weitere kritische Bemerkungen zur Resonanztheorie von Paul Weiß. (Biologia gen. 4)
- 1929. Über die Entstehung des aufrechten Ganges und des Fußbaues beim Menschen. (Mitt. anthropol. Ges. Wien 59)
- 1930. Bemerkungen zu den Äußerungen von Prof. Dr. J. Boeke betreffend meine angeblichen Ansichten über Nervenregeneration. (Biol. Ccntralbl. 50)
- 1931. Amphibien. (Handwörterbuch der Naturwissensch. 2. Aufl.)
- 1932. Periodische Zellteilung und ihre Bedeutung für die Entstehung neuer Formen im Tierreich. (Schr. Ver. Verbr. naturwiss. Kenntn. Wien 72)
- 1935. Vertebrata (Wirbeltiere). (Handwörterbuch der Naturwiss. 2. Aufl.)
- 1936. Kranium und Visceralskelett der Sauropsiden. I. Reptilien. (Bolk-Göppert-Kallius-Lubosch: Handb. vergl. Anat. Wirbelt. IV, 699–808.)
- 1938. Über die Beziehungen der Bogengänge zu den Kopfbewegungen beim Parasuchier Machairoprosopus. (Palaeobiologica 6)
- 1939. Hirngröße und hormonales Geschehen bei der Menschwerdung. Ein Vortrag über die Untersuchungen von E. Dubois und L. Bolk und die Bedeutung derselben. Mit Ausführungen von Otto Poetzl und Konrad Lorenz. (Wien, W. Maudrich.) Gewidmet J. Versluys † (m. Portrait). 28 pp.